# 欧州小売業円卓会議
欧州小売業円卓会議（おうしゅうこうりぎょうえんたくかいぎ、英語: European Retail Round Table, ERRT）は、ヨーロッパにおける主要な小売業者のネットワーク組織。ベルギー・ブリュッセルに本部を置いている。欧州小売円卓会議（おうしゅうこうりえんたくかいぎ）とも呼ばれる。

## 特色
加盟企業の総従業員数は約230万人に上り、総売上高は約4000億ユーロに上る。欧州小売決済理事会(Euro Retail Payments Board)の構成メンバーである。2009年3月、欧州委員会、欧州商工会、欧州小売業円卓会議によって小売フォーラム(Retail Forum)が設立された。

## 加盟企業
2017年1月時点の加盟企業は以下の通り。過去にはフランスのカルフール、フランスのオーシャン、イギリスのアズダ、スウェーデンのH&Mなども加盟していた。
- / アホールド・デレーズ
- / C&A（英語版）
- エル・コルテ・イングレス
- ICA
- イケア
- インディテックス
- / ジェロニモ・マルティンス（英語版）
- リドル
- マークス&スペンサー
- メルカドーナ
- メトロ
- テスコ